# Лалівська сільська рада
| Лалівська сільська рада — колишній орган місцевого самоврядування у Мукачівському районі Закарпатської області з адміністративним центром у с. Лалово. Сільській раді підпорядковані населені пункти: - с. Лалово - с. Березинка |

## Склад ради
Рада складалася з 16 депутатів та голови.

## Керівний склад сільської ради
| ПІБ                      | Основні відомості                                                               | Дата обрання | Дата звільнення |
| ------------------------ | ------------------------------------------------------------------------------- | ------------ | --------------- |
| Гелмеці Євген Васильович | Сільський голова, 1962 року народження, освіта, безпартійний                    | 26.03.2006   | 31.10.2010      |
| Гелмеці Євген Васильович | Сільський голова, 1962 року народження, освіта середня спеціальна, безпартійний | 31.10.2010   |                 |

Примітка: таблиця складена за даними джерела